# Scala di lunghezza
In fisica, la scala di lunghezza è una particolare lunghezza o distanza definita con una precisione di un ordine di grandezza o alcuni ordini di grandezza.

## Scala macroscopica, mesoscopica e microscopica

Immagini di due sistemi (una vite e uno stivale) osservati dal punto di vista macroscopico (a sinistra), mesoscopico (al centro) e microscopico (a destra).

La differenza tra punto di vista microscopico, mesoscopico e macroscopico sta nella scala di lunghezza adottata.
Si parla di scala macroscopica (o punto di vista macroscopico) quando l'indagine del sistema viene svolta da un osservatore (reale o immaginario) posizionato rispetto al sistema ad una distanza così lontana da riuscire a coglierne le caratteristiche globali; si parla invece di scala microscopica (o punto di vista microscopico) quando l'indagine del sistema viene svolta da un osservatore (reale o immaginario) posizionato così vicino al sistema in esame da potere cogliere le caratteristiche delle parti più elementari (ad esempio struttura cristallina, molecole o atomi) che costituiscono il sistema; si parla infine di scala mesoscopica (o punto di vista mesoscopico') in tutti i casi intermedi tra macroscopico e microscopico. La scala nanoscopica (o punto di vista nanoscopico) corrisponde inoltre al limite inferiore della scala mesoscopica, vicina alla scala microscopica.
Spesso si parla di "punto di vista macroscopico" quando il sistema in esame è misurabile e osservabile a occhio nudo, mentre si parla di "punto di vista microscopico" quando per misurare e osservare il sistema in esame è necessario fare uso di particolari strumenti tecnologici (lenti o microscopi) che ingrandiscano l'immagine del sistema.
Mentre il termine "nanoscopico" si riferisce ad una scala di lunghezza intorno al nanometro, non esistono invece limiti ben definiti tra "macroscopico", "mesoscopico" e "microscopico"; l'utilizzo di tali termini dipende infatti dal tipo di indagine che ci si accinge a svolgere e dalla grandezza del sistema in esame.

## Esempi
Lo studio di un pezzo di acciaio dal punto di vista macroscopico può riferirsi alle proprietà chimico-fisiche e meccaniche del materiale, mentre uno studio dal punto di vista microscopico può riferirsi alla struttura interna dell'acciaio, costituito da una lega ferro-carbonio, che presenta zone a diversa concentrazione di carbonio, con parecchi difetti cristallini e impurezze. In questo senso un materiale può essere quindi "omogeneo" dal punto di vista macroscopico ma "disomogeneo" dal punto di vista microscopico.